# Романишин Юрій Михайлович
Романишин Юрій Михайлович — доктор технічних наук, завідувач кафедри електронних засобів інформаційно-комп'ютерних технологій Національного університету «Львівська політехніка».

## Життєпис
Народився 12 травня 1950 року.

### Педагогічна діяльність
Читає та веде практичні заняття з наступних дисциплін:
- Методи та засоби обробки сигналів,
- Обчислювальні та мікропроцесорні засоби в радіоелектронних апаратах,
- Програмування апаратних засобів інформаційних технологій,
- Комп'ютерна обробка біомедичної інформації.

### Тема дисертації
Моделювання активації, формування та поширення сигналів в біонейронних структурах з використанням енергетичного підходу: дис…д-ра техн. наук: 01.05.02 / Романишин Юрій Михайлович ; Національний ун-т «Львівська політехніка». — Л., 2006. — 351арк. — арк. 296—328
Науковий керівник: доктор технічних наук, професор Смердов Андрій Андрійович, Полтавська державна аграрна академія
Апробація результатів дисертації

## Наукові інтереси
Різницеві методи оброблення сигналів.
Наукові розробки на кафедрі
Розвиток теорії та застосування нейронних мереж для дослідження сигналів та моделювання систем

## Видавнича діяльність
Автор понад 40 науково-методичних праць, в тому числі 1 патент України

## Нагороди та відзнаки
- Почесна Грамота Міністерства освіти і науки України (2010 р.)